# Humus
 Ovo je glavno značenje pojma Humus. Za druga značenja pogledajte Humus (razdvojba).
Humus (lat. zemlja) je gornji sloj zemlje koji je sastavljen od razgrađenih organskih tvari. Podložan je uglavnom djelovanjem organizama u tlu. To je vrlo plodna vrsta tla.

## Pregled
Humus je tamna, organska tvar, nastala humifikacijom biljaka i životinja. Specifična je organska tvar koja se od drugih organskih tvari razlikuje nizom zajedničkih osobina:
- Humus je netopiv u vodi, ali se u njoj može koloidno disperzirati.
- Sadrži više ugljika (55% - 60%) nego nerastvorene organske tvari.
- Sadrži velike količine dušika (3% - 6%)
- Humus se odlikuje velikom sposobnošću adsorbcije i zamjene baza, jer mu je kapacitet adsorpcije kationa 2-3 puta veći nego u najboljih mineralnih koloida.

Humus nije kemijski spoj nego smjesa različitih organskih tvari. Sve humusne tvari mogu se podijeliti u tri grupe:
1. Huminski ugljen (inertan dio humusa; djelomično humificirana organska tvar)
2. Huminske kiseline (organske kiseline koje mogu odcijepiti H-ione i s jakim bazama tvoriti soli – humate. One su aktivan dio humusa i zato najvažnija grupa humusnih tvari.)
3. Fulvokiseline (imaju ulogu zaštitnog koloida i vrlo su snažan faktor razgradnje mineralnog dijela tla.

Najpoznatiji oblici humusa su blagi humus i kiseli humus. Blagi humus zasićen je bazama, ponajviše kationima zemNoalkalijskih metala (Ca i Mg). Kalcijski humati važan su faktor strukture tla i stabilnosti strukturnih agregata. Ovaj humus se nalazi na najboljim tlima. Kiseli humus, bogat fulvokiselinama i nezasićenim huminskim kiselinama nalazi se na lošijim tlima.
Prema sadržaju humusa tla se svrstavaju u ove skupine:
- Vrlo slabo humozna (do 1% humusa)
- Slabo humozna	(1-3% humusa)
- Dosta humozna	(3-5% humusa)
- Jako humozna	(5-10% humusa)
- Vrlo jako humozna (više od 10% humusa)

Humus u prvom redu vrlo povoljno utječe na strukturu tla. Teška i zbijena tla postaju huminizacijom rastresitija, rahlija i lakša, a time se poboljšavaju i druga svojstva tla, u prvom redu režim vode, zračnost i toplina. U pogledu kemijskih svojstava, humus sadrži sva potrebna biljna hranjiva. Humus utječe povoljno i na biološka svojstva tla time što je izvor ugljika potrebnog za život i razmnožavanje mikroorganizama. Mikroorganizmi rastvaraju organske tvari i razlažu je na mineralne sastojke koji biljkama služe za ishranu. Prilikom raspada humusa stvara se CO2 koji je biljci potreban za asimilaciju i koji u tlu aktivira biljci nepristupačne kemijske spojeve. Postoji više metoda za određivanje humusa, a sve se zasnivaju na istome principu – jakim oksidansima djeluje se na organsku tvar pri čemu dolazi do oksidacije ugljika iz humusa.